# Géologie de l'Islande
Pour un article plus général, voir Géographie de l'Islande.
La géologie de l'Islande est fortement marquée par le volcanisme, car les terres qui constituent ce pays sont presque intégralement volcaniques. Cette situation unique à une telle échelle est très étudiée par les géologues, qui peuvent voir les effets combinés d'une accrétion au niveau d'une dorsale émergée associée à un volcanisme de point chaud.

## Histoire géologique

Le croisement des deux structures océaniques

La suture calédonienne (seuil Groenland-Islande-Féroé) est la cicatrice d'une zone de subduction qui a abouti à la fermeture de l'océan Iapetus il y a 400 millions d'années.
Quand l'Atlantique commence à s'ouvrir, le rift passe à l'ouest du Groenland. Il y a 54 millions d'années, une nouvelle ouverture commence le long de la côte est du Groenland, qui formera la dorsale médio-atlantique.
L'Islande se situe à l'intersection de ces deux chaînes de montagnes sous-marines.
L'Islande a 15 millions d'années. On peut diviser ses formations rocheuses en quatre périodes principales :
- la formation basaltique de la fin du Tertiaire,
- la formation basaltique de la fin du Pliocène et du début du Pléistocène,
- la formation de Móberg (ou sous-glaciaire) de la fin du Pléistocène,
- la formation de l'Holocène[3].

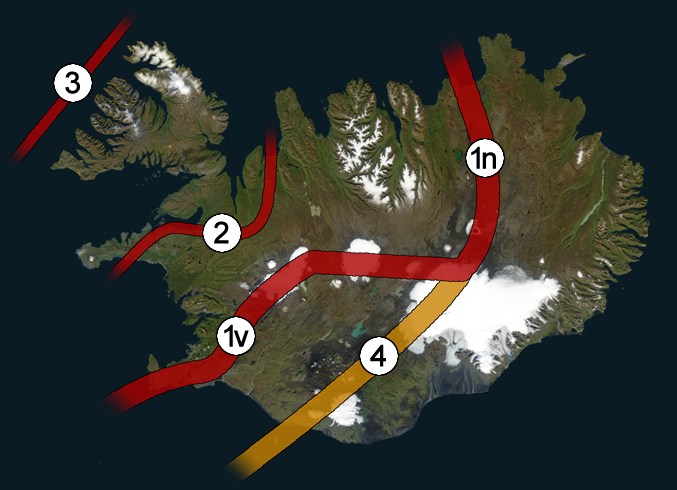
Rifts fossiles (2 & 3) et rifts actifs (1 & 4)

À l'époque tertiaire, l'emplacement de l'Islande est occupé par un complexe de rifts, dont ceux situés les plus à l'ouest avortent successivement vers 7 millions d'années après avoir donné les formations des fjords du nord-ouest et du Snaefellsnes. Ces coulées de basalte qui couvrent le quart nord-ouest de l'île atteignent une épaisseur de 3000 m.
Le rift actuel dans lequel se concentre l'essentiel de l'activité volcanique couvre environ un tiers de l'île. Il est constitué de plusieurs zones de fissures de 5 à 10 km de large pour 30 à 100 km de long et s'ouvre à une vitesse moyenne de 1 cm/an.
Le centre, le sud-ouest et l'est ont été construits par des coulées de basalte et d'hyaloclastites quaternaires. Pendant toute la période glaciaire, l'Islande est couverte par une calotte qui atteint plus de 1000 mètres d'épaisseur. Quelques volcans traversent la glace, mais la plupart forment des rides ou des montagnes de palagonite. La calotte glaciaire commence à fondre il y a 18 000 ans et les glaciers acquièrent une configuration proche de l'actuelle il y a 10 000 ans.
Un tiers de la lave produite sur les continents dans les cinq derniers siècles l'a été en Islande. Environ 44 systèmes volcaniques en Islande et sur son plateau continental ont eu au moins une éruption au cours de l'Holocène et de la fin du Pléistocène. Le seul volcan central Hekla a eu 19 éruptions depuis la colonisation (en 870). Le seul volcan central Katla est entré en éruption deux fois par siècle dans la même période. Le système volcanique de Krafla a connu 9 éruptions entre 1975 et 1984. Onze volcans ont connu des éruptions au cours du XXe siècle : Krafla, Askja, Grímsvötn, Loki-Fögrufjöll, Bárðarbunga, Kverkfjöll, Esjufjöll, Hekla, Katla, Surtsey et Eldfell.
L'Islande connaît en moyenne une éruption tous les trois ans. Entre-temps, l'activité volcanique est caractérisée par une activité hydrothermale vigoureuse.

## Tectonique

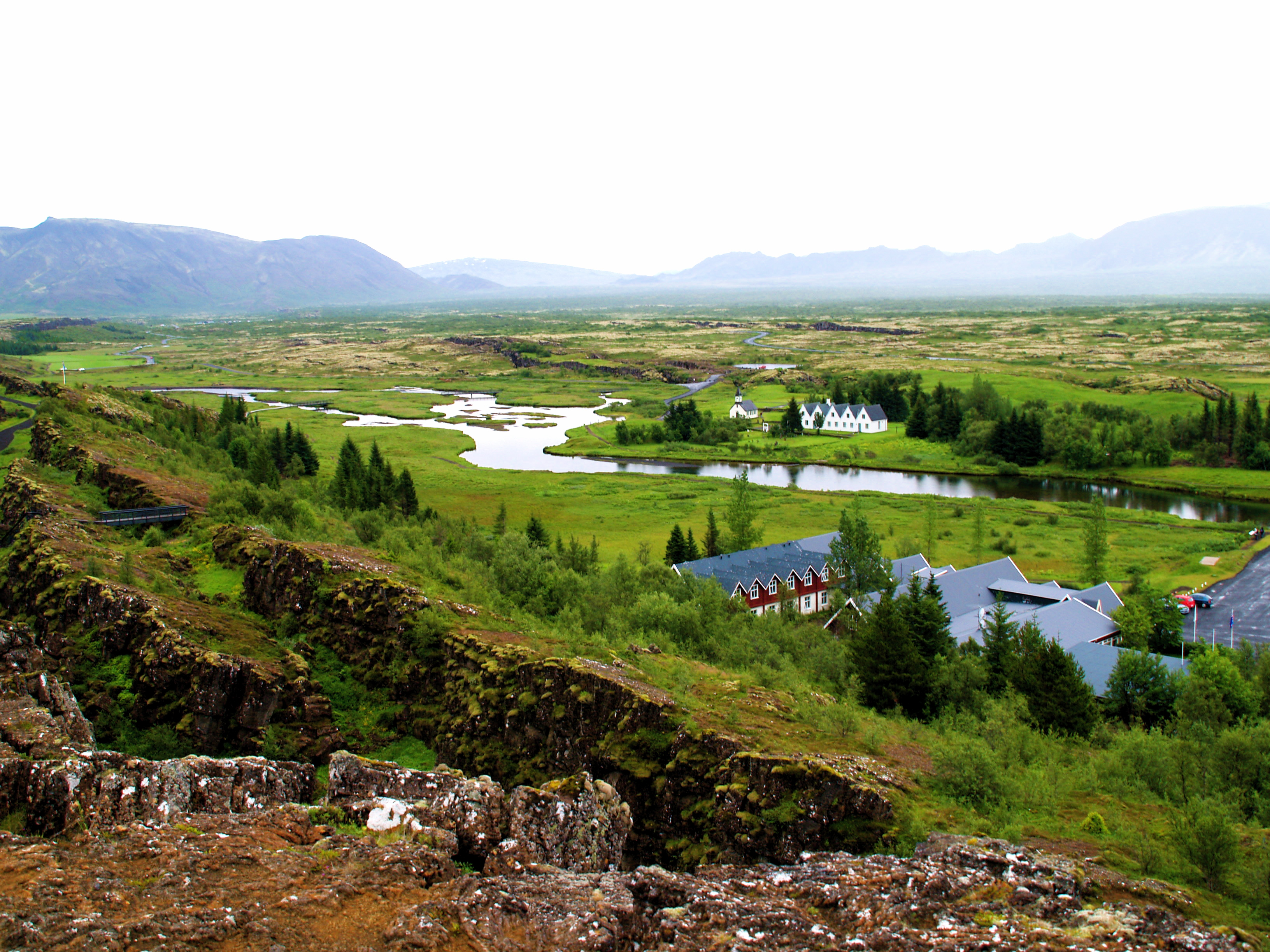
Vue de la vallée de Þingvellir avec l'escarpement en blocs basculés au premier plan.

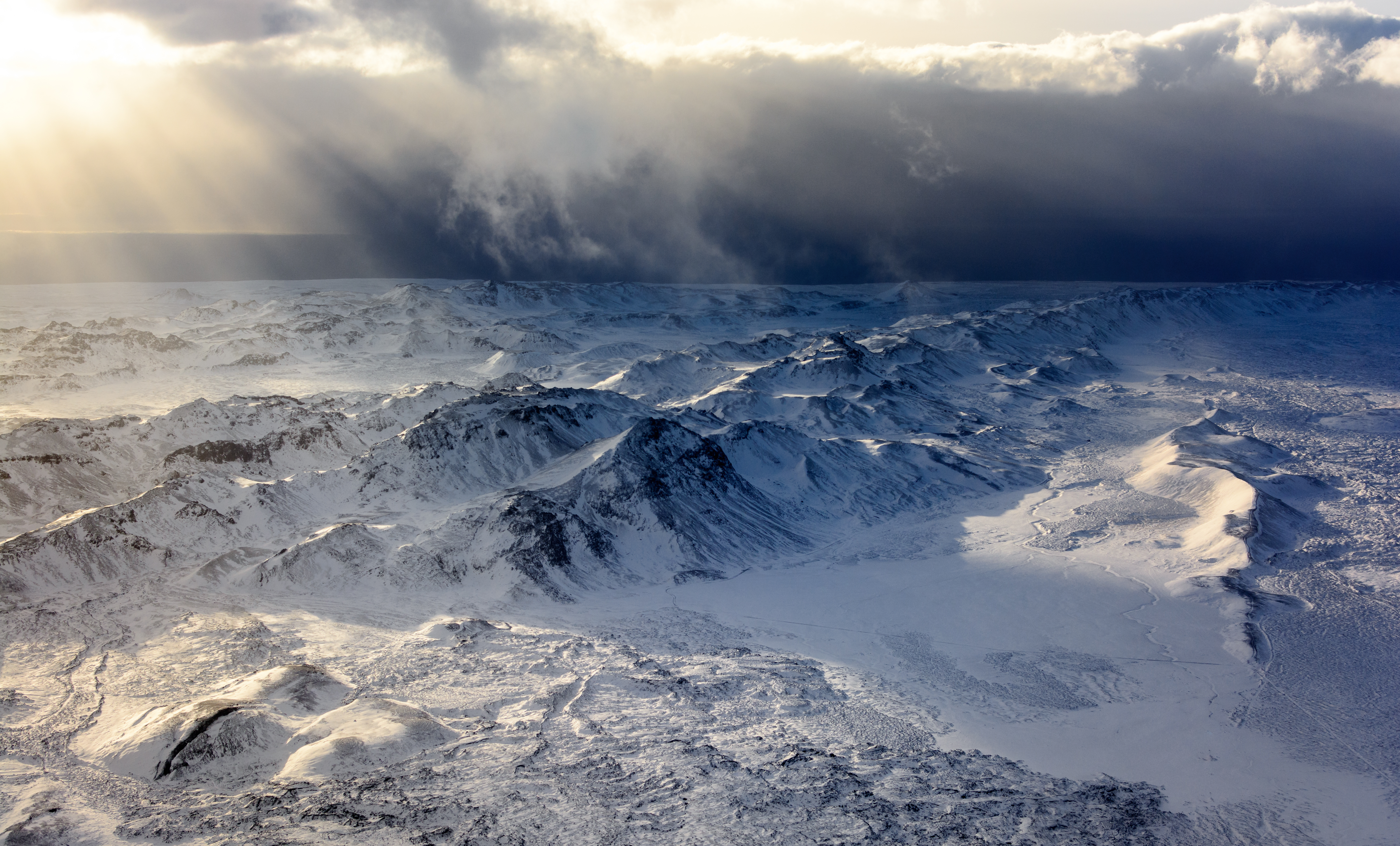
Le rift islandais sous la neige. Février 2018.

L'Islande est un pays parcouru du nord au sud par un rift qui constitue la partie émergée de la dorsale médio-atlantique. Il s'agit du seul endroit du monde, avec l'Afar, où le plancher d'une dorsale océanique est émergé. Ce rift se traduit à la surface par un système de failles, de grabens et de horsts, dont le plus célèbre représentant est Þingvellir, une vallée où s'est tenu le premier parlement de l'histoire en 930.
L'activité de ce rift, qui se traduit par des séismes très fréquents, mais de faible magnitude, est d'environ un centimètre par an.
Le pendage général des terrains est partout en direction du graben central et l'âge des terrains augmente à mesure qu'on s'éloigne de celui-ci, avec les terrains les plus anciens situés dans les fjords du nord-ouest.
La volcano-tectonique de l'Islande a été caractérisée au long de l'histoire de l'île par des systèmes volcaniques. Un système volcanique est un regroupement spatial de sites éruptifs comportant des fissures d'alimentation et d'éventuelles chambres magmatiques à faible profondeur, qui ont habituellement des caractéristiques structurales, pétrographiques et géochimiques communes. La production volcanique est souvent plus intense vers le milieu de chaque système, où beaucoup ont développé un volcan central avec production de roches acides et intermédiaires. Une activité hydrothermale à haute température est souvent associée à la partie centrale de chaque système et présente des bouches de vapeur, ainsi que des solfatares.

## Pétrographie

### Roches volcaniques
Les roches les plus communes sont les basaltes tholéiitiques. Environ 10 % de la structure de l'île est constituée de rhyolite, de dacite et d'autres roches acides.

### Roches sédimentaires
Les seuls terrains non volcaniques sont des sédiments marins cénozoïques dans la péninsule de Tjörnes, située dans le nord-est. Ils sont connus pour leur richesse en fossiles du Miocène et du Pliocène et leur enregistrement des glaciations. Le faciès de ces unités correspond essentiellement à des lumachelles.

## Volcanologie

### Activité volcanique
L'Islande est une des régions les plus actives du globe avec plus de vingt événements par siècle et environ 8 km3 de magma émis par siècle pendant les temps historiques. Ce débit est environ le double de celui des volcans Hawaïens et respectivement le tiers et le vingtième de ceux qui ont été estimés pour le groupe basaltique du fleuve Columbia et la province basaltique des trapps du Deccan. 
Son volcanisme couvre pratiquement tous les types d'éruption et de magma. Il est largement dominé par le magmatisme mafique, qui représente 91 % du total en volume et en nombre d'éruptions, mais plusieurs des principales éruptions siliciques d'Europe ont eu lieu en Islande et leurs couches de tephras servent de marqueurs dans les séquences sédimentaires de l'Holocène des deux côtés de l'Atlantique.
L'activité post-glaciaire représente environ 2400 éruptions et 550 km3 de magma en 11 000 ans. L'activité effusive représente environ 500 de ces éruptions, l'essentiel du reste (77 %) correspond à une activité (explosive) mafique sous-glaciaire. En termes de volume, 2 % du total des éruptions (correspondant à une périodicité de 300 à 500 ans) ont produit 55 % du volume total de magma postglaciaire au cours d'éruptions effusives.
La « Zone volcanique est » est responsable de 80 % des éruptions et de 60 % du volume émis dans la période postglaciaire. La « Zone volcanique ouest » a le plus faible nombre d'éruptions, mais le plus grand volume moyen par éruption.
L'activité effusive mafique n'a pas été constante au cours de la période postglaciaire : le premier millénaire a vu une émission de 70 km3 ; les cinq millénaires suivants, une moyenne presque constante de 35 à 40 km3 ; les cinq derniers millénaires, une moyenne presque constante de 20 à 30 km3.

### Volcans

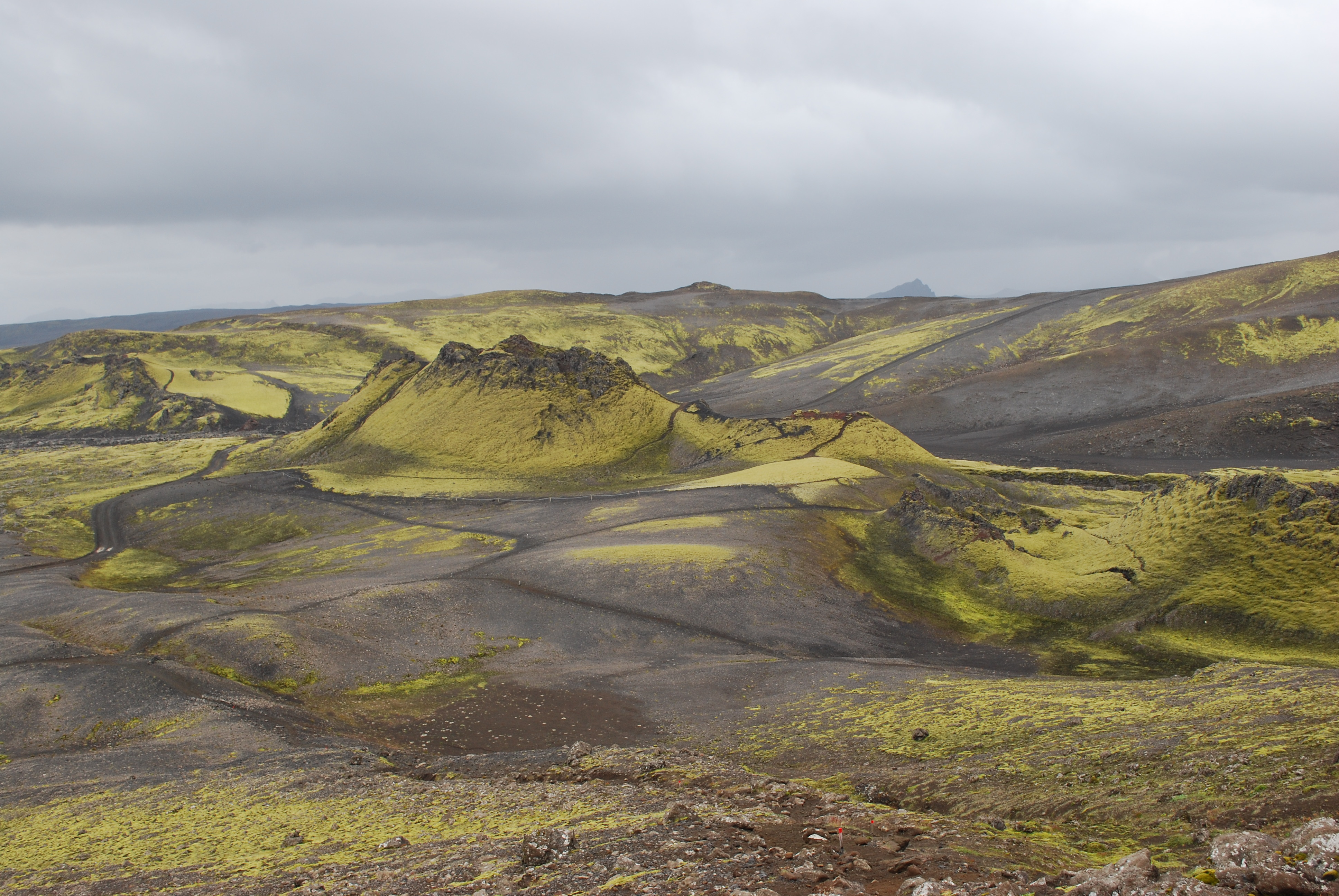
Vue d'une partie des cratères des Lakagígar.

Ce sont les volcans qui ont donné naissance à l'Islande, l'une des régions volcaniques les plus actives au monde. Il en existe des dizaines aux formes très variées : volcan bouclier (Ok), fissure volcanique (Lakagígar), volcan monogénique (Surtsey), caldeira (Askja), tuya (Herðubreið), volcan sous-glaciaire (Grímsvötn), stratovolcan (Snæfellsjökull), etc.
De très nombreux d'entre eux sont actifs, signe que le pays est encore en croissance et augmente sa superficie. Certaines des éruptions des volcans d'Islande sont les plus grandes des temps historiques en volume de lave émis, comme celle de l'Eldgjá en 984 ou des Lakagígar en 1783. D'autres peuvent être plus explosives comme celle de l'Eyjafjallajökull en 2010.

### Zones thermales

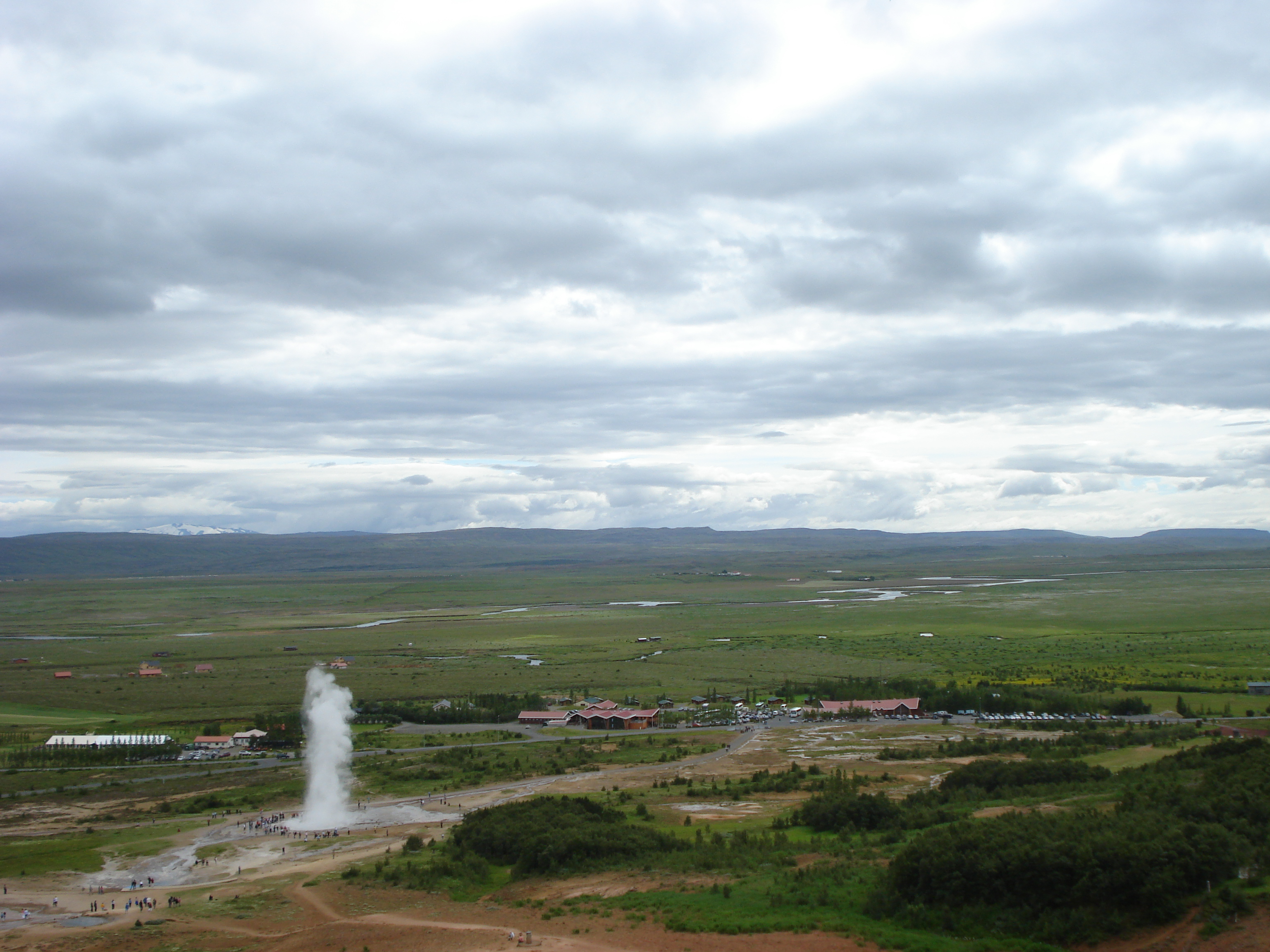
Vue du Strokkur en activité.

L'interaction entre la chaleur des zones actives et l'eau, notamment liquide mais aussi solide, est à l'origine de nombreuses manifestations : mares de boue, sources chaudes, fumerolles, mais dont la plus spectaculaire et la plus connue est le geyser. Ce phénomène tire d'ailleurs son nom de celui de Geysir, l'un des plus connus d'Islande.

## Hydrologie
L'hydrologie de l'Islande est essentiellement marquée par ses glaciers, les plus importants d'Europe. 
Les cours d'eau d'Islande sont en général assez courts. On distingue les rivières glaciaires (Jökulsár) aux eaux très turbides et les rivières aux eaux claires issues de sources ou de lacs. De nombreuses chutes d'eau, dont certaines parmi les plus importantes d'Europe, jalonnent ces rivières.
Sur la plus grande partie du pays, le sol est très perméable, ce qui, associé à la présence du Vatnajökull, qui bloque les précipitations sous son vent (centre et nord du pays), est à l'origine de déserts froids complètement dépourvus d'eaux de surface.

## Érosion

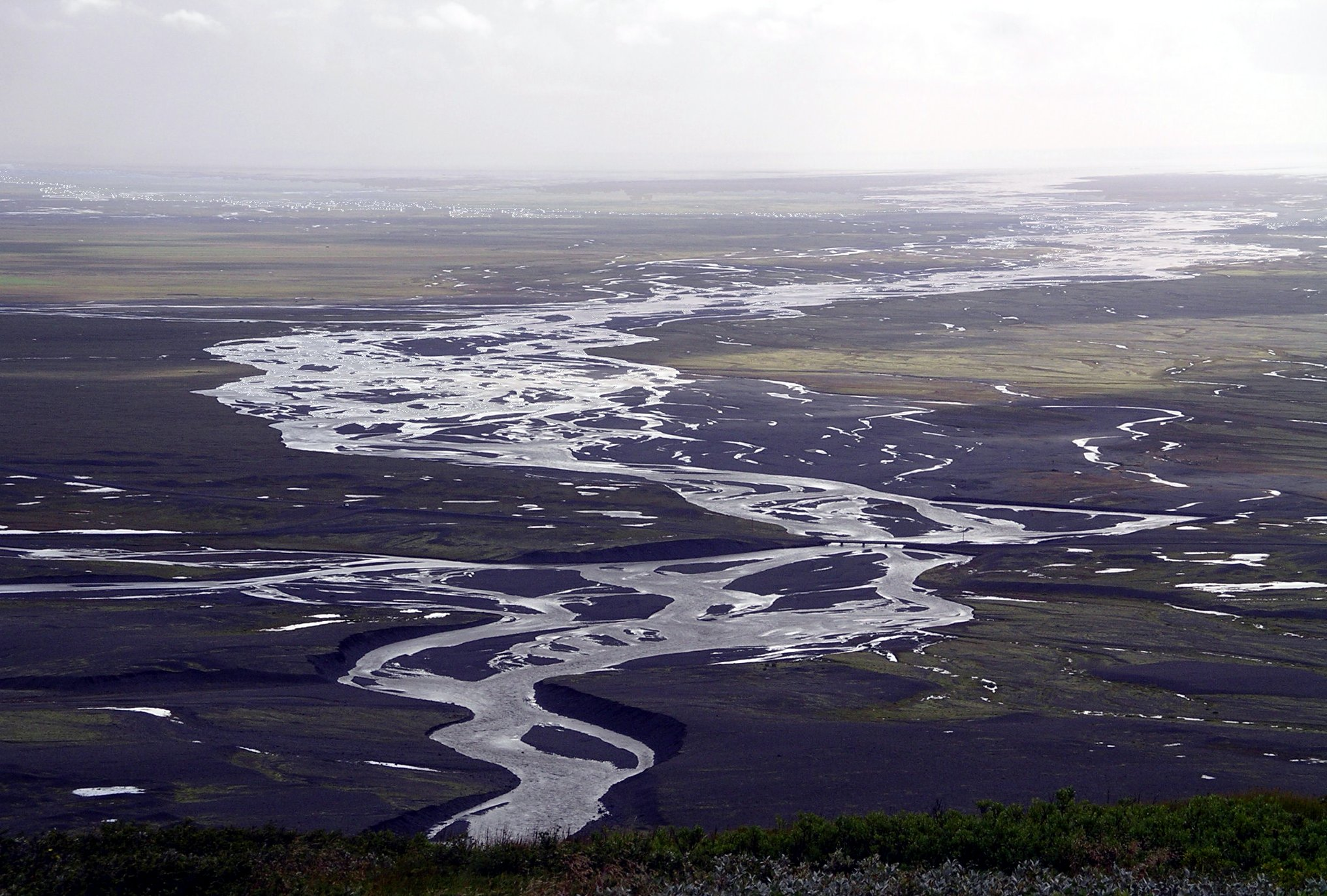
Vue du Skeiðarársandur depuis Skaftafell.

Les formations volcaniques de l'Islande ont été modelées par son système hydrologique. Ainsi, les cours d'eau ont mobilisé les matériaux rocheux qui se sont déposés sur le littoral où ils ont formé des plaines côtières, notamment dans le sud du pays avec les sandar. Les glaciers, qui couvrent encore 11 % de la superficie du pays, ont modelé le paysage dès sa formation, en donnant une forme caractéristique à certains volcans comme l'Herðubreið, mais aussi après coup en creusant des vallées glaciaires par exemple. Enfin, des lacs se sont formés lorsqu'une coulée de lave barre une vallée comme dans le cas du Mývatn ou bien par remplissage d'un cratère volcanique ou d'une caldeira comme l'Askja.